# 朱莉·尼克松·艾森豪威尔
朱莉·尼克松·艾森豪威尔（英語：Julie Nixon Eisenhower；1948年7月5日—），是美国第37任总统理查德·尼克松的次女，1968年和美国第34任总统德怀特·艾森豪威尔的孙子大卫·艾森豪威尔结婚。1975年12月他们夫妇访问中国并获得中国领导人毛泽东的接见。

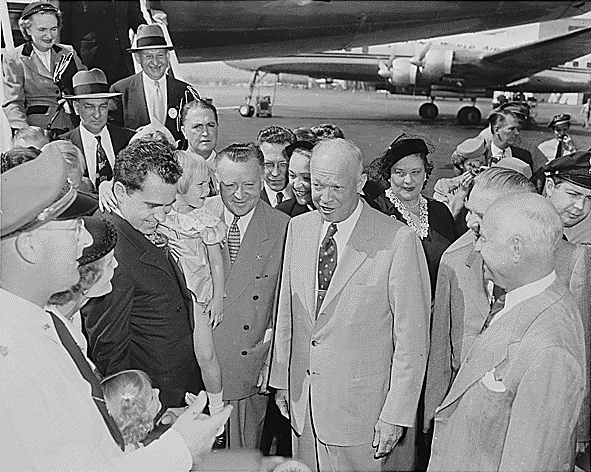
1952年，年僅4歲的朱莉·尼克遜與當時為共和黨總統候選人的德怀特·艾森豪威尔。朱莉由其父親，即將出任副總統的理查德·尼克松手抱著。

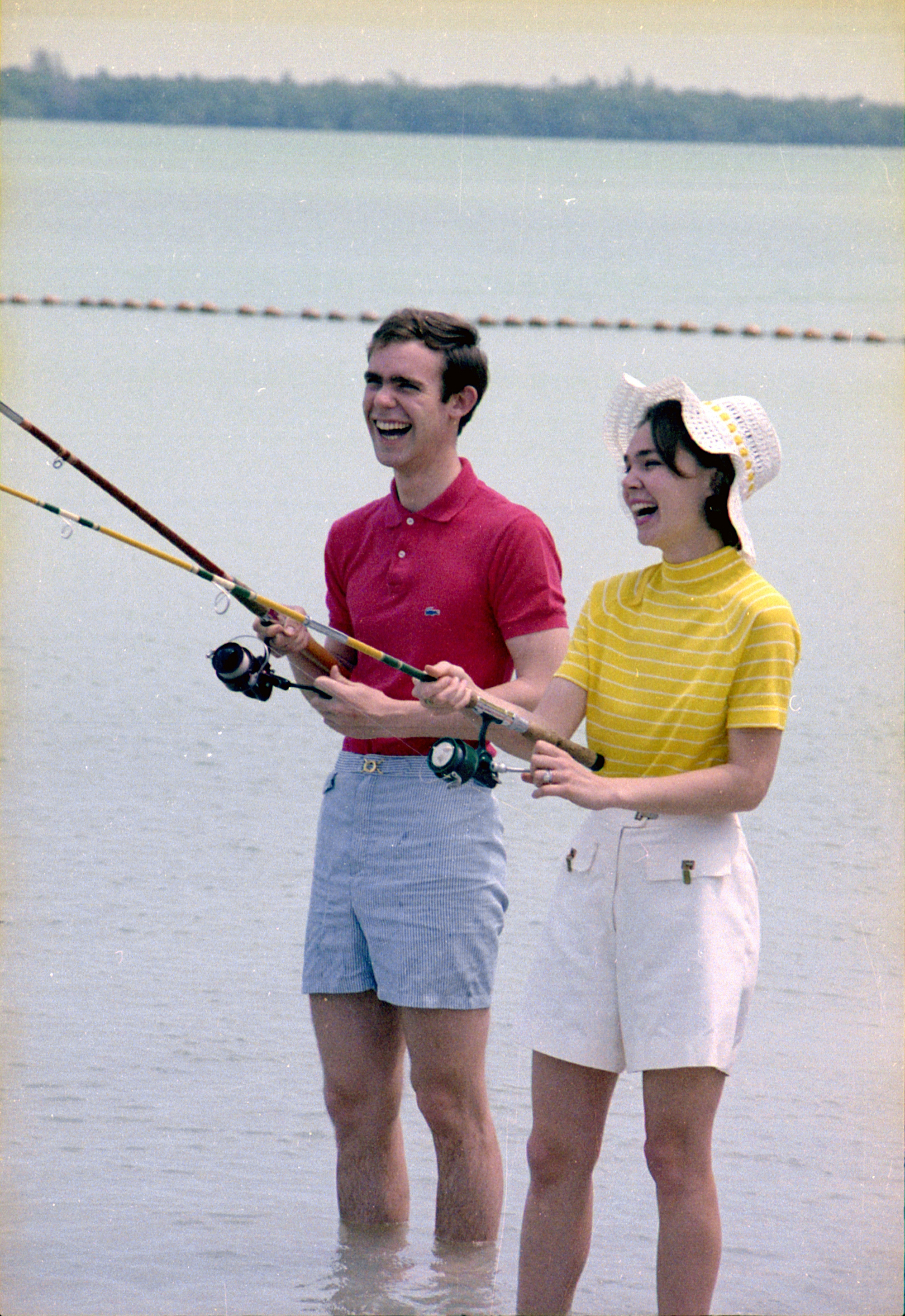
攝於1971年，朱莉與其後來的丈夫大卫·艾森豪威尔在佛羅里達州比斯坎灣釣魚。

## 作品
- 《Julie Eisenhower's Cookbook for children》（1975年）
- 《Special People》（1977年）
- 《Pat Nixon: The Untold Story》（1986年）
- 《Going Home To Glory: A Memoir of Life with Dwight D. Eisenhower, 1961-1969》（2010年）